# Tom Copa
Thomas James "Tom" Copa  (Robbinsdale, Minnesota; 30 de octubre de 1964) es un exjugador de baloncesto estadounidense. Con 2.08 de estatura, su puesto natural en la cancha era el de pívot.

## Trayectoria
- Coon Rapids High School
- Universidad de Marquette (1983-1987)
- Maccabi Bruxelles (1988-1991)
- San Antonio Spurs (1991-1992)
- La Crosse Catbirds (1992-1993)
- Saski Baskonia (1993)
- Libertas Livorno (1993)